# Caeneressa pratti
Caeneressa pratti là một loài bướm đêm thuộc phân họ Arctiinae, họ Erebidae.